# Carmen Small
Carmen Small (Durango, Colorado, 20 d'abril de 1980) és una ciclista estatunidenca especialista en les proves contrarellotge. Actualment milita a l'equip Team Virtu Cycling.

## Palmarès
- 2010
  - 1a a la Valley of the Sun Stage Race
  - 1a al Sea Otter Classic (carretera)
  - 1a a la Volta a Okinawa
  - Vencedora d'una etapa al Tour de Gila
- 2012
  - 1a al USA Cycling National Racing Calendar
  - 1a a la Clàssica Ciutat de Pàdua
  - 1a al Nature Valley Grand Prix i vencedora d'una etapa
  - Vencedora d'una etapa a la Cascade Cycling Classic
  - Vencedora d'una etapa a la Joe Martin Stage Race
- 2013
  -  Campiona del Món en contrarellotge per equips
  -  Campiona dels Estats Units en contrarellotge
  - 1a a la Chrono Gatineau
  - Vencedora d'una etapa a la Volta a Turíngia
  - Vencedora d'una etapa al Nature Valley Grand Prix
- 2014
  -  Campiona del Món en contrarellotge per equips
  - 1a a l'Open de Suède Vårgårda TTT
  - 1a al North Star Grand Prix i vencedora d'una etapa
  - Vencedora d'una etapa al Tour de Gila
  - Vencedora d'una etapa a la Volta a Califòrnia
- 2015
  - Medalla d'or als Campionats Panamericans en contrarellotge
  - 1a a la Chrono Gatineau
- 2016
  -  Campiona dels Estats Units en contrarellotge
  - Vencedora d'una etapa a la Cascade Cycling Classic